# Lena Eliasson

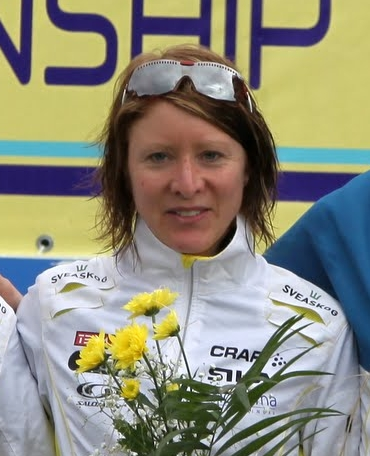
Lena Eliasson (2010)

Lena Marie Eliasson (* 22. Juli 1981) ist eine schwedische Orientierungs- und Marathonläuferin.
Eliasson wurde 2005 Sprint-Dritte bei den Nordischen Meisterschaften. Bei den Weltmeisterschaften im selben Jahr im japanischen Aichi scheiterte sie jedoch in der Qualifikation. Doch bereits ein Jahr später erreichte sie den vierten Platz und verpasste dabei die Bronzemedaille um lediglich fünf Sekunden. 2007 in der Ukraine belegte sie im Sprint den dritten Platz. Diese Platzierungen konnte sie jedoch erst 2010 wieder bei den Europameisterschaften bestätigen, als sie Bronze auf der Mitteldistanz gewann und gemeinsam mit Karolina Arewång-Höjsgaard und Helena Jansson in der Staffel die Goldmedaille holte. Zuvor hatte sie eine Verletzung am zentralen Nervensystem 2008 stark zurückgeworfen. 2011 wurde sie im Sprint wie 2007 erneut Weltmeisterschaftsdritte – hinter ihren Landsfrauen Linnea Gustafsson und Helena Jansson.
Bei den Ski-Orientierungslauf-Weltmeisterschaften der Junioren 2001 in Italien gewann sie die Silbermedaille auf der Langdistanz.

## Platzierungen
| | Weltmeisterschaften | Weltmeisterschaften | Weltmeisterschaften | Weltmeisterschaften |  | Europameisterschaften | Europameisterschaften | Europameisterschaften | Europameisterschaften |  | World Games | World Games | World Games |  | Nord. Meisterschaften | Nord. Meisterschaften | Nord. Meisterschaften | Nord. Meisterschaften |  | Schwed. Meisterschaften | Schwed. Meisterschaften | Schwed. Meisterschaften | Schwed. Meisterschaften | Schwed. Meisterschaften | Schwed. Meisterschaften | Schwed. Meisterschaften |  | GWC |
| Jahr | Sp                  | MD                  | LD                  | St                  |  | Sp                    | MD                    | LD                    | St                    |  | Sp          | MD          | St          |  | Sp                    | MD                    | LD                    | St                    |  | Sp                      | MD                      | LD                      | Kl                      | UL                      | N                       | St                      |  | GWC |
| --- | ------------------- | ------------------- | ------------------- | ------------------- |  | --------------------- | --------------------- | --------------------- | --------------------- |  | ----------- | ----------- | ----------- |  | --------------------- | --------------------- | --------------------- | --------------------- |  | ----------------------- | ----------------------- | ----------------------- | ----------------------- | ----------------------- | ----------------------- | ----------------------- |  | --- |
| 2002 |                     |                     |                     |                     |  |                       |                       |                       |                       |  |             |             |             |  |                       |                       |                       |                       |  | 13.                     |                         |                         | 49.                     |                         |                         | 9.                      |  |     |
| 2003 |                     |                     |                     |                     |  |                       |                       |                       |                       |  |             |             |             |  |                       |                       |                       |                       |  |                         | 20.                     | 12.                     |                         |                         |                         | 6.                      |  |     |
| 2004 |                     |                     |                     |                     |  |                       |                       |                       |                       |  |             |             |             |  |                       |                       |                       |                       |  |                         | 16.                     | 6.                      | 36.                     |                         | 4.                      | 12.                     |  |     |
| 2005 | Q16.                |                     |                     |                     |  |                       |                       |                       |                       |  |             |             |             |  | 3.                    | 11.                   | 24.                   | 10.                   |  | 5.                      | 2.                      | 8.                      |                         | 8.                      |                         | 2.                      |  | 45. |
| 2006 | 4.                  |                     |                     |                     |  | 13.                   | B 6.                  |                       |                       |  |             |             |             |  |                       |                       |                       |                       |  | 2.                      |                         |                         |                         |                         |                         |                         |  | 41. |
| 2007 | 3.                  |                     | 8.                  |                     |  |                       |                       |                       |                       |  |             |             |             |  | 30.                   |                       | 3.                    | 7.                    |  | 4.                      | 1.                      |                         |                         | 2.                      |                         | 2.                      |  | 6.  |
| 2008 |                     |                     |                     |                     |  |                       |                       |                       |                       |  |             |             |             |  |                       |                       |                       |                       |  | 1.                      | 32.                     | 10.                     |                         | 2.                      |                         | 2.                      |  | 46. |
| 2009 |                     |                     |                     |                     |  |                       |                       |                       |                       |  |             |             |             |  | 14.                   | 26.                   | 28.                   | 10.                   |  |                         | 33.                     | 24.                     |                         |                         |                         | 5.                      |  | 50. |
| 2010 |                     | 19.                 |                     |                     |  | 27.                   | 3.                    | 7.                    | 1.                    |  |             |             |             |  |                       |                       |                       |                       |  |                         | 5.                      | 3.                      |                         |                         |                         | 3.                      |  |     |
| 2011 | 3.                  | 44.                 |                     |                     |  |                       |                       |                       |                       |  |             |             |             |  |                       |                       |                       |                       |  | 6.                      |                         |                         |                         |                         | 15.                     |                         |  |     |
| Erklärung: GWC = Gesamt-Weltcup / Sp = Sprint , MD = Mitteldistanz, LD = Langdistanz, Kl = Klassische Distanz, E = Einzelwettbewerb , St = Staffel, UL = Ultralang, N = Nacht B = B-Finale, Q = Qualifikation |                     |                     |                     |                     |  |                       |                       |                       |                       |  |             |             |             |  |                       |                       |                       |                       |  |                         |                         |                         |                         |                         |                         |                         |  |     |